# Roland Adelmann
Roland Adelmann (* 14. Juli 1970 in Viersen) ist ein deutscher Arzt, Politiker und ehemaliger Abgeordneter  (SPD) im Landtag von Nordrhein-Westfalen.

## Biografie
Roland Adelmann besuchte die Schule in Wiehl und studierte Medizin an der Universität Köln, dort wurde er zum Dr. med. promoviert. Er arbeitete ab 2007 im pädiatrischen Bereich an der Kölner Universitätsklinik. Seit dem 1. Januar 2016 ist er Chefarzt der Kinderklinik des Kreiskrankenhauses Gummersbach. Dort war er bereits ab 1997 tätig.

## Politik
Adelmann engagiert sich seit 1987 in der SPD. In seinen ersten Jahren in der Partei war er Vorsitzender der Jusos Wiehl und des Kreisverbandes der Jusos. Von 2009 bis 2014 war er sachkundiger Bürger im Umweltausschuss des Oberbergischen Kreises, seitdem gehört er dem Kreistag an. 2011 wurde er zum stellvertretenden Vorsitzenden des SPD-Kreisverbandes gewählt. Bei der Landtagswahl in Nordrhein-Westfalen 2012 errang er ein Direktmandat im Landtagswahlkreis Oberbergischer Kreis II und konnte sich damit gegen Bodo Löttgen von der CDU durchsetzen. Da seine Tätigkeit als Chefarzt mit dem Landtagsmandat unvereinbar war, schied er am 31. Dezember 2015 aus dem Landtag aus. Für ihn rückte Angela Tillmann nach. Er ist weiterhin stellvertretender Vorsitzender des SPD-Kreisverbandes und behält sein Mandat im Kreistag.